# David (Verrocchio)
Pour les articles homonymes, voir David.
Le David de Verrocchio est une sculpture en bronze de 126 cm de haut avec un piédestal de 40 cm et datable de 1472-1475. Elle est conservée au musée du Bargello à Florence.

## Histoire
L'œuvre est citée dans le catalogue rédigé par Andrea del Verrocchio en 1495 parmi celles réalisées par l'artiste pour les Médicis, en particulier pour les frères Laurent et Julien. 
Vasari fait aussi référence à cette œuvre et la situe dans la période suivant le séjour à Rome de Verrochhio, c'est-à-dire au début des années 1470. Cette statue est achetée par la Signoria de Florence en inscrivant le mot « ante quem ». 
Au début des années 1600, l'œuvre fait partie de la collection granducale aux Offices et vers 1870 elle rejoint avec la majeure partie des sculptures de la Renaissance le Musée national du Bargello.

## Description et style
Le David de Verrochio suit celui en bronze de Donatello réalisé vers 1440 duquel il s'est probablement inspiré. Néanmoins, la figure de David n'est pas nue mais habillée comme un adolescent/page courtois, dont la beauté est idéalisée et rappelle plutôt les œuvres de Lorenzo Ghiberti.
La tête du géant Goliath à ses pieds, David se dresse victorieux en une pose fière et élégante, légèrement penchée vers la droite, équilibrée par le bras posé sur la taille et la tête tournée vers la gauche. 
Il tient l'épée de sa main droite dirigée vers l'extérieur. 
L'espace est occupé de manière complexe et sollicite divers points de vue de la part du spectateur.
Le regard de David est fuyant, dirigé vaguement vers le côté avec un sourire à peine ébauché générant une expression d'audace adolescente qui témoigne de l'intérêt de l'artiste envers les détails psychologiques. 
Le doux modelé, les précisions anatomiques et la psychologie des figures sont les principaux éléments que Verrocchio a transmis à son plus illustre élève Léonard de Vinci qui, selon la tradition, aurait servi de modèle.